# Championnat de Belgique de football de quatrième division 1963-1964
Navigation
saison précédente saison suivante
Le Championnat de Belgique de football D4 1963-1964 est la douzième édition du championnat de Promotion belge en tant que 4e niveau national.

## Clubs participants
Le nom des clubs est celui employés à l'époque. Les matricule renseignés en caractères gras existent encore en 2014-2015.

### Série A

#### Localisation – Série A
| \| Abréviations: · Lok. = Lokeren · StN =St-Niklaas Deinze Lok. Zele St-Gillis Duffel Niel Kontich Rupel VG Ostende Blankenberge VCS Ieper WS Ieper Menin Courtrai Evergem StN \| Localisation des clubs engagés en Promotion A 1963-1964 |
| Abréviations: · Lok. = Lokeren · StN =St-Niklaas Deinze Lok. Zele St-Gillis Duffel Niel Kontich Rupel VG Ostende Blankenberge VCS Ieper WS Ieper Menin Courtrai Evergem StN                                                               |

#### Participants Série A
| #  | Nom                                               | Mat. | Ville         | Stades | Provinces        | En Prom depuis  | Total en Prom. | Saison précéd.                   |
| -- | ------------------------------------------------- | ---- | ------------- | ------ | ---------------- | --------------- | -------------- | -------------------------------- |
| 1  | Kon. Vaneste Genootschap Oostende                 | 31   | Ostende       | ??     | Fl. occidentalde | 1955-1956 (9e)  | 9 saisons      | 4e Série D                       |
| 2  | Koninklijke Sportvereniging Blankenberge          | 48   | Blankenberge  | ???    | Fl. occidentale  | 1957-1958 (7e)  | 7 saisons      | 11e Série D                      |
| 3  | Koninklijke Sport-Club Menen                      | 56   | Menin         | ??     | Fl. occidentale  | 1956-1957 (8e)  | 9 saisons      | 10e Série D                      |
| 4  | Koninklijke Vereniging Cercle Sportif Yprois      | 100  | Ypres         | ???    | Fl. occidentale  | 1961-1962 (3e)  | 9 saisons      | 6e Série D                       |
| 5  | Koninklijke Racing Club Lokeren                   | 282  | Lokeren       | Daknam | Fl. orientale    | 1961-1962 (3e)  | 9 saisons      | 4e Série A                       |
| 6  | Koninklijke Football Club Duffel                  | 284  | Duffel        | ???    | Anvers           | 1962-1963 (2e)  | 5 saisons      | 9e Série B                       |
| 7  | Koninklijke Maatschappij Sport Kring Deinze       | 818  | Deinze        | ??     | Fl. orientale    | 1960-1961 (4e)  | 9 saisons      | 13e Série A                      |
| 8  | Koninklijke Football Club Scela Zele              | 1837 | Zele          | ??     | Fl. orientale    | 1956-1957 (8e)  | 8 saisons      | 5e Série A                       |
| 9  | Rupel Sportkring                                  | 2138 | Boom          | ??     | Anvers           | 1959-1960 (4e)  | 9 saisons      | 12e Série B                      |
| 10 | Kontich Football Club                             | 3029 | Kontich       | ???    | Anvers           | 1962-1963 (2e)  | 9 saisons      | 6e Série B                       |
| 11 | White Star Ieper                                  | 3070 | Ypres         | ???    | Fl. occidentale  | 1962-1963 (2e)  | 2 saisons      | 2e Série D                       |
| 12 | Koninklijke Football Club Sporting St-Gillis/Waas | 4385 | St-Gillis/W.  | ???    | Fl. orientale    | 1962-1963 (2e)  | 2 saisons      | 3e Série B                       |
| 13 | Koninklijke Stade Kortrijk                        | 161  | Courtrai      | ???    | Fl. occidentale  | 1963-1964 (1re) | 2 saisons      | montant Prov. de Fl. occidentale |
| 14 | Koninklijke Nielse Sportvereniging                | 415  | Niel          | ???    | Anvers           | 1963-1964 (1re) | 5 saisons      | montant Prov. d'Anvers           |
| 15 | Koninklijke Football Club Evergem Center          | 662  | Evergem       | ???    | Fl. orientale    | 1963-1964 (1re) | 1 saison       | montant Prov. de Fl. orientale   |
| 16 | Koninklijke Football Club Gerda Sint-Niklaas      | 3077 | St-Niklaas/W. | ???    | Fl. orientale    | 1963-1964 (1re) | 1 saison       | montant Prov. de Fl. orientale   |

### Série B
| #  | Nom                                              | Mat. | Ville       | Stades           | Provinces     | En Prom depuis  | Total en Prom. | Saison précéd.           |
| -- | ------------------------------------------------ | ---- | ----------- | ---------------- | ------------- | --------------- | -------------- | ------------------------ |
| 1  | Royale Association Athlétique Louviéroise        | 93   | La Louvière | ???              | Hainaut       | 1963-1964 (1re) | 2 saisons      | Div. 3 - Série A, 15e    |
| 2  | Royale Union Sportive Tournaisienne              | 26   | Tournai     | G. Horlait       | Hainaut       | 1962-1963 (2e)  | 3 saisons      | 5e Série D               |
| 3  | Royal Club Sportif de Schaerbeek                 | 55   | Schaerbeek  | Parc Josaphat    | Brabant       | 1960-1961 (3e)  | 4 saisons      | 13e Série B              |
| 4  | Royal Gosselies Sports                           | 69   | Gosselies   | ??               | Hainaut       | 1962-1963 (2e)  | 2 saisons      | 12e Série D              |
| 5  | Union Sportive du Centre                         | 213  | Haine-St-P. | ???              | Hainaut       | 1961-1962 (3e)  | 9 saisons      | 8e Série D               |
| 6  | Royale Association Marchiennoise des Sports      | 278  | Marchienne  | stade communal   | Hainaut       | 1959-1960 (5e)  | 5 saisons      | 9e Série D               |
| 7  | Koninklijke Sportkring Hoboken                   | 285  | Hoboken     | Lumbeekstraat    | Anvers        | 1958-1959 (6e)  | 9 saisons      | 5e Série B               |
| 8  | Koninklijke Sportkring Geraardsbergen            | 290  | Grammont    | ??               | Fl. orientale | 1959-1960 (5e)  | 9 saisons      | 7e Série D               |
| 9  | Koninklijke Football Club Ninove                 | 2373 | Ninove      | Den Doorn        | Fl. orientale | 1956-1957 (8e)  | 8 saisons      | 3e Série D               |
| 10 | Sportkring Lebbeke                               | 2558 | Lebbeke     | ???              | Fl. orientale | 1958-1959 (6e)  | 6 saisons      | 2e Série A               |
| 11 | Football Club Denderzonen Pamel                  | 4184 | Pamel       | ???              | Brabant       | 1960-1961 (4e)  | 4 saisons      | 13e Série D              |
| 12 | Racing Jette                                     | 4549 | Jette       | ???              | Brabant       | 1962-1963 (2e)  | 2 saisons      | 8e Série B               |
| 13 | Koninklijke Sport-Club Maccabi Voetbal Antwerpen | 201  | Hoboken     | Karel Duboislaan | Anvers        | 1963-1964 (1re) | 3 saisons      | montant Prov. d'Anvers   |
| 14 | Koninklijke Hoger Op Merchtem                    | 2242 | Merchtem    | ???              | Brabant       | 1963-1964 (1re) | 4 saisons      | montant Prov. de Brabant |
| 15 | Royal Sporting Club Frameries                    | 2811 | Frameries   | ???              | Hainaut       | 1963-1964 (1re) | 1 saison       | montant Prov. de Hainaut |
| 16 | Koninklijke Sportkring St-Paulus Opwijk          | 4013 | Opwijk      | ???              | Brabant       | 1963-1964 (1re) | 1 saison       | montant Prov. de Brabant |

#### Localisation – Série B
| \| Hoboken Maccabi Lebbeke Pamel Merchtem Opwijk Ninove Grammont Schaerbeek Jette Centre La Louvière Marchienne Gosselies Tournai Frameries \| Localisation des clubs engagés en Promotion B 1963-1964 |
| Hoboken Maccabi Lebbeke Pamel Merchtem Opwijk Ninove Grammont Schaerbeek Jette Centre La Louvière Marchienne Gosselies Tournai Frameries                                                               |

### Série C
| #  | Nom                                                         | Mat. | Ville      | Stades      | Provinces | En Prom depuis  | Total en Prom. | Saison précéd.            |
| -- | ----------------------------------------------------------- | ---- | ---------- | ----------- | --------- | --------------- | -------------- | ------------------------- |
| 1  | Koninklijke Tubantia Borgerhout Football Club               | 64   | Borgerhout | Rivierenhof | Anvers    | 1963-1964 (1re) | 3 saisons      | Div. 3 - Série B, 16e     |
| 2  | Royal Herve Football Club                                   | 32   | Herve      | ??          | Liège     | 1954-1955 (10e) | 10 saisons     | 7e Série C                |
| 3  | Royal Fléron Football Club                                  | 33   | Fléron     | ???         | Liège     | 1962-1963 (2e)  | 7 saisons      | 10e Série C               |
| 4  | Koninklijke Hasselt Excelsior Football Club                 | 37   | Hasselt    | Stedelijk   | Limbourg  | 1957-1958 (7e)  | 10 saisons     | 9e Série C                |
| 5  | Cappellen Football Club Koninklijke Maatschapij             | 43   | Kapellen   | ???         | Anvers    | 1961-1962 (3e)  | 9 saisons      | 7e Série B                |
| 6  | Koninklijke Patria Football Club Tongeren                   | 73   | Tongres    | ??          | Limbourg  | 1955-1956 (8e)  | 8 saisons      | 14e Série C               |
| 7  | Koninklijke Athletische Vereniging Verbroedering Brasschaat | 228  | Brasschaat | ??          | Anvers    | 1957-1958 (7e)  | 7 saisons      | 2e Série B                |
| 8  | Koninklijke Football Club Winterslag                        | 322  | Winterslag | Noordlaan   | Limbourg  | 1961-1962 (3e)  | 9 saisons      | 6e Série C                |
| 9  | Koninklijke Football club Verbroedering Geel                | 395  | Geel       | ???         | Anvers    | 1962-1963 (2e)  | 2 saisons      | 11e Série C               |
| 10 | Koninklijke Bocholter Voetbal Vereniging                    | 595  | Bocholt    | ??          | Limbourg  | 1962-1963 (2e)  | 2 saisons      | 12e Série C               |
| 11 | Koninklijke Mol Sport                                       | 852  | Mol        | ???         | Anvers    | 1957-1958 (7e)  | 9 saisons      | 4e Série C                |
| 12 | Lommelse Sportkring                                         | 1986 | Lommel     | ??          | Limbourg  | 1959-1960 (5e)  | 7 saisons      | 3e Série C                |
| 13 | Witgoor Sport Dessel                                        | 2065 | Dessel     | ???         | Anvers    | 1961-1962 (3e)  | 3 saisons      | 8e Série C                |
| 14 | Alliance Sportive Eupen                                     | 4276 | Eupen      | Kehrweg     | Liège     | 1961-1962 (3e)  | 5 saisons      | 5e Série C                |
| 15 | Skill Racing Union Verviers                                 | 34   | Verviers   | ???         | Liège     | 1963-1964 (1re) | 7 saisons      | montant Prov. de Liège    |
| 16 | Koninklijke Helzold Football Club Zolder                    | 1488 | Zolder     | ??          | Limbourg  | 1963-1964 (1re) | 8 saisons      | montant Prov. de Limbourg |

#### Localisation – Série C
| \| Tub. Borgerhout Cappellen Brasschaat Dessel Geel Bocholt Mol Lommel Winterslag Helzold Exc. FC Hasselt Tongres Fléron Herve Eupen Verviers \| Localisation des clubs engagés en Promotion C 1963-1964 |
| Tub. Borgerhout Cappellen Brasschaat Dessel Geel Bocholt Mol Lommel Winterslag Helzold Exc. FC Hasselt Tongres Fléron Herve Eupen Verviers                                                               |

### Série D
| #  | Nom                                  | Mat. | Ville              | Stades            | Provinces  | En Prom depuis  | Total en Prom. | Saison précéd.              |
| -- | ------------------------------------ | ---- | ------------------ | ----------------- | ---------- | --------------- | -------------- | --------------------------- |
| 1  | Royal Cercle Sportif Brainois        | 75   | Braine-l'Alleud    | ???               | Brabant    | 1963-1964 (1re) | 6 saisons      | Div. 3 - Série A, 16e       |
| 2  | Royale Jeunesse Arlonaise            | 143  | Arlon              | Beau Site         | Luxembourg | 1963-1964 (1re) | 5 saisons      | Div. 3 - Série B, 15e       |
| 3  | Royal Stade Louvaniste               | 18   | Louvain            | Den Dreef         | Brabant    | 1952-1953 (6e)  | 6 saisons      | 8e Série A                  |
| 4  | Royal Football Club Bressoux         | 23   | Bressoux           | ??                | Liège      | 1958-1959 (6e)  | 9 saisons      | 13e Série C                 |
| 5  | Royal Ixelles Sporting Club          | 42   | Ixelles            | ??                | Brabant    | 1961-1962 (3e)  | 7 saisons      | 10e Série B                 |
| 6  | Royal Cercle Sportif La Forestoise   | 51   | Forest             | stade communal    | Brabant    | 1959-1960 (5e)  | 6 saisons      | 11e Série B                 |
| 7  | Royale Union Hutoise Football Club   | 76   | Huy                | ??                | Liège      | 1952-1953 (12e) | 12 saisons     | 10e Série A                 |
| 8  | Royal Wavre Sport                    | 79   | Wavre              | ??                | Brabant    | 1962-1963 (2e)  | 2 saisons      | 6e Série A                  |
| 9  | Royal Excelsior Sporting Club Virton | 200  | Virton             | Faubourg d'Arival | Luxembourg | 1960-1961 (4e)  | 4 saisons      | 4e Série B                  |
| 10 | Royal Cercle Sportif Andennais       | 307  | Andenne            | Julien Pappa      | Namur      | 1961-1962 (3e)  | 10 saisons     | 7e Série A                  |
| 11 | Royal Dinant Football Club           | 1657 | Dinant             | Citadelle         | Namur      | 1962-1963 (2e)  | 2 saisons      | 12e Série A                 |
| 12 | Royal Racing Club Stockay-Warfusée   | 2239 | Saint-Georges s/M. | ???               | Liège      | 1961-1962 (3e)  | 3 saisons      | 11e Série A                 |
| 13 | Union Momalloise                     | 2947 | Momalle            | ??                | Liège      | 1962-1963 (2e)  | 2 saisons      | 9e Série A                  |
| 14 | Royal Ans Football Club              | 617  | Ans                | ??                | Liège      | 1963-1964 (1re) | 10 saisons     | montant Prov. de Liège      |
| 15 | Union Sportive d'Ethe-Belmont        | 1491 | Ethe               | ??                | Luxembourg | 1963-1964 (1re) | 3 saisons      | montant Prov. de Luxembourg |
| 16 | Jeunesse Rochefortoise Football Club | 2499 | Rochefort          | ??                | Namur      | 1963-1964 (1re) | 1 saison       | montant Prov. de Namur      |

#### Localisation – Série D
| \| Forestoise Ixelles Braine Wavre Louvain Momalle Stockay Huy Andenne Bressoux Ans Rochefort Dinant Arlon Virton Ethe \| Localisation des clubs engagés en Promotion D 1963-1964 |
| Forestoise Ixelles Braine Wavre Louvain Momalle Stockay Huy Andenne Bressoux Ans Rochefort Dinant Arlon Virton Ethe                                                               |

## Classements & Résultats
- Le nom des clubs est celui employé à l'époque

Légende
- Clubs champions et promus en Division 3 la saison suivante
- Clubs relégués en Première provinciale la saison suivante

Abréviations
 : Clubs relégués de « Division 3 » depuis la saison précédente 
: Clubs promus de Première provinciale depuis la saison précédente

### Classement final - Série A
| Rang | Équipe                  | Pts | J  | G  | N  | P  | Bp | Bc | Diff |
| ---- | ----------------------- | --- | -- | -- | -- | -- | -- | -- | ---- |
| 1    | K. VG OOSTENDE          | 44  | 30 | 21 | 2  | 7  | 67 | 37 | +30  |
| 2    | K. Vereniging CS Yprois | 39  | 30 | 15 | 9  | 6  | 46 | 25 | +21  |
| 3    | FC Gerda Sint-Niklaas   | 36  | 30 | 16 | 4  | 10 | 63 | 37 | +26  |
| 4    | K. SC Menen             | 34  | 30 | 14 | 6  | 10 | 53 | 44 | +9   |
| 5    | FC Sint-Gillis-Waas     | 31  | 30 | 11 | 9  | 10 | 54 | 39 | +15  |
| 6    | K. SV Blankenberge      | 30  | 30 | 13 | 4  | 13 | 65 | 45 | +20  |
| 7    | K. FC Evergem-Center    | 30  | 30 | 11 | 8  | 11 | 47 | 51 | -4   |
| 8    | KM SK Deinze            | 30  | 30 | 11 | 8  | 11 | 48 | 59 | -11  |
| 9    | White Star Ieper        | 30  | 30 | 10 | 10 | 10 | 50 | 52 | -2   |
| 10   | K. FC Duffel            | 29  | 30 | 10 | 9  | 11 | 45 | 48 | -3   |
| 11   | K. FC Scela Zele        | 28  | 30 | 10 | 8  | 12 | 44 | 44 | 0    |
| 12   | Kontich FC              | 27  | 30 | 10 | 7  | 13 | 42 | 47 | -5   |
| 13   | K. RC Lokeren           | 27  | 30 | 10 | 7  | 13 | 45 | 54 | -9   |
| 14   | K. Stade Kortrijk 1     | 25  | 30 | 10 | 5  | 15 | 45 | 64 | -19  |
| 15   | Rupel SK                | 25  | 30 | 9  | 7  | 14 | 34 | 49 | -15  |
| 16   | K. Nielse SV            | 15  | 30 | 5  | 5  | 20 | 30 | 83 | -53  |

- K. RC Lokeren est sanctionné pour « falsification » ou « tentative de falsification » de la compétition et est renvoyé en 1re Provinciale.

1 K. Stade Kortrijk a terminé en position de relégué mais se maintient à la suite de la sanction infligée au « K. RC Lokeren ».

### Classement final - Série B
| Rang | Équipe                             | Pts | J  | G  | N  | P  | Bp | Bc  | Diff |
| ---- | ---------------------------------- | --- | -- | -- | -- | -- | -- | --- | ---- |
| 1    | R. CS SCHAERBEEK                   | 41  | 30 | 18 | 5  | 7  | 59 | 36  | +23  |
| 2    | K. SC Maccabi Voetbal Antwerpen    | 39  | 30 | 17 | 5  | 8  | 68 | 33  | +35  |
| 3    | SK Sint-Paulus Opwijk              | 37  | 30 | 15 | 7  | 8  | 58 | 41  | +17  |
| 4    | FC Ninove                          | 35  | 30 | 15 | 5  | 10 | 57 | 44  | +13  |
| 5    | Racing Jette                       | 33  | 30 | 15 | 3  | 12 | 60 | 49  | +11  |
| 6    | SK Lebbeke                         | 33  | 30 | 13 | 7  | 10 | 61 | 46  | +15  |
| 7    | FC Denderzonen Pamel               | 31  | 30 | 13 | 5  | 12 | 41 | 41  | 0    |
| 8    | R. Assoc. Marchiennoise des Sports | 30  | 30 | 13 | 4  | 13 | 52 | 47  | +5   |
| 9    | K. Hoboken SK                      | 30  | 30 | 11 | 8  | 11 | 55 | 52  | +3   |
| 10   | R. US Tournaisienne                | 30  | 30 | 11 | 8  | 11 | 45 | 43  | +2   |
| 11   | R. AA La Louvière                  | 28  | 30 | 12 | 4  | 14 | 49 | 59  | -10  |
| 12   | R. Gosselies Sport                 | 28  | 30 | 9  | 10 | 11 | 48 | 49  | -1   |
| 13   | K. SK Geraardsbergen               | 27  | 30 | 11 | 5  | 14 | 43 | 52  | -9   |
| 14   | US du Centre                       | 25  | 30 | 11 | 3  | 16 | 38 | 51  | -13  |
| 15   | K. Hoger-Op Merchtem               | 25  | 30 | 9  | 7  | 14 | 31 | 39  | -8   |
| 16   | SC Frameries                       | 8   | 30 | 1  | 6  | 23 | 31 | 114 | -83  |

### Classement final - Série C
| Rang | Équipe                          | Pts | J  | G  | N | P  | Bp | Bc | Diff |
| ---- | ------------------------------- | --- | -- | -- | - | -- | -- | -- | ---- |
| 1    | K. WINTERSLAG FC                | 42  | 30 | 18 | 6 | 6  | 65 | 34 | +31  |
| 2    | K. Am. en Verbr. Cl. Brasschaat | 35  | 30 | 16 | 3 | 11 | 69 | 48 | +21  |
| 3    | R. Herve FC                     | 35  | 30 | 16 | 3 | 11 | 80 | 65 | +15  |
| 4    | Witgoor Sport Dessel            | 35  | 30 | 14 | 7 | 9  | 58 | 38 | +20  |
| 5    | Cappellen FC KM                 | 31  | 30 | 12 | 7 | 11 | 40 | 37 | +3   |
| 6    | AS Eupen                        | 30  | 30 | 13 | 4 | 13 | 56 | 58 | -2   |
| 7    | K. Excelsior FC Hasselt         | 30  | 30 | 12 | 6 | 12 | 54 | 50 | +4   |
| 8    | K. FC Mol Sport                 | 30  | 30 | 12 | 6 | 12 | 52 | 55 | -3   |
| 9    | K. Helzold FC Zolder            | 29  | 30 | 12 | 5 | 13 | 58 | 49 | +9   |
| 10   | K. Tubantia Borgerhout FC       | 29  | 30 | 12 | 5 | 13 | 55 | 73 | -18  |
| 11   | FC Lommelse SK 1                | 27  | 30 | 11 | 5 | 14 | 58 | 59 | -1   |
| 11   | K. FC Verbroedering Geel 1      | 27  | 30 | 11 | 5 | 14 | 42 | 50 | -8   |
| 11   | SRU Verviers 1                  | 27  | 30 | 11 | 5 | 14 | 47 | 56 | -9   |
| 11   | K. Patria FC Tongeren 1         | 27  | 30 | 11 | 5 | 14 | 49 | 67 | -18  |
| 15   | K. Bocholter VV                 | 24  | 30 | 8  | 8 | 14 | 51 | 65 | -14  |
| 16   | R. Fléron FC                    | 22  | 30 | 8  | 6 | 16 | 37 | 67 | -30  |

1 Barrage à quatre pour désigner le 3e descendant (De nos jours, la différence de buts entrant en compte, c'est le Patria FC Tongeren qui serait relégué.)

#### Tour final pour désigner le3edescendant
Les équipes classées de la 11e à la 14e place ont terminé à strict égalité de points et avec le même nombre de victoires. La « différence de buts » n'entrant pas en ligne de compte un mini-tournoi à 4 est organisée. Chaque équipe rencontre une fois ses trois adversaires. L'ordre des matchs a été tiré au sort.
| Rang | Équipe                   | Pts | J | G | N | P | Bp | Bc | Diff |  | Résultats (▼ dom., ► ext.) | GEE | PAT | SRU | LOM |
| ---- | ------------------------ | --- | - | - | - | - | -- | -- | ---- |  | -------------------------- | --- | --- | --- | --- |
| 11   | K. FC Verbroedering Geel | 5   | 3 | 2 | 1 | 0 | 10 | 9  | +1   |  | K. FC Verbroedering Geel   |     |     | 1-1 |     |
| 12   | K. FC Patria Tongeren    | 4   | 3 | 2 | 0 | 1 | 6  | 5  | +1   |  | K. FC Patria Tongeren      | 1-2 |     | 2-1 |     |
| 13   | SRU Verviers             | 3   | 3 | 1 | 1 | 1 | 4  | 3  | +1   |  | SRU Verviers               |     |     |     | 2-0 |
| 14   | FC Lommelse SK           | 0   | 3 | 0 | 0 | 3 | 6  | 12 | -6   |  | FC Lommelse SK             | 4-7 | 2-3 |     |     |

### Classement final - Série D
| Rang | Équipe                    | Pts | J  | G  | N  | P  | Bp | Bc | Diff |
| ---- | ------------------------- | --- | -- | -- | -- | -- | -- | -- | ---- |
| 1    | R. WAVRE SPORT            | 46  | 30 | 19 | 8  | 3  | 64 | 25 | +39  |
| 2    | R. FC Bressoux            | 39  | 30 | 17 | 5  | 8  | 55 | 38 | +17  |
| 3    | R. CS Andennais           | 35  | 30 | 15 | 5  | 10 | 71 | 49 | +22  |
| 4    | R. CS Brainois            | 33  | 30 | 11 | 11 | 8  | 55 | 47 | +8   |
| 5    | Jeunesse Rochefortoise FC | 31  | 30 | 10 | 11 | 9  | 51 | 47 | +4   |
| 6    | R. Excelsior SC Virton    | 30  | 30 | 13 | 4  | 13 | 60 | 57 | +3   |
| 7    | R. Ixelles SC             | 30  | 30 | 12 | 6  | 12 | 51 | 46 | +5   |
| 8    | Union Momalloise          | 29  | 30 | 13 | 3  | 14 | 61 | 66 | -5   |
| 9    | R. CS La Forestoise       | 29  | 30 | 10 | 9  | 11 | 42 | 48 | -6   |
| 10   | R. Jeunesse Arlonaise     | 29  | 30 | 10 | 9  | 11 | 43 | 53 | -10  |
| 11   | R. Stade Louvaniste       | 28  | 30 | 12 | 4  | 14 | 55 | 54 | +1   |
| 12   | R. Ans FC                 | 27  | 30 | 12 | 3  | 15 | 46 | 52 | -6   |
| 13   | R. Union Hutoise FC       | 27  | 30 | 10 | 7  | 13 | 47 | 53 | -6   |
| 14   | US d'Ethe-Belmont         | 26  | 30 | 9  | 8  | 13 | 54 | 67 | -13  |
| 15   | R. Dinant FC              | 24  | 30 | 8  | 8  | 14 | 44 | 59 | -15  |
| 16   | R. RC Stockay Warfusée    | 17  | 30 | 4  | 9  | 17 | 30 | 68 | -38  |

### Tournoi pour désigner le «Champion de Promotion»
Le mini-tournoi organisé pour désigner le « Champion de Promotion » se déroule en deux phases. Les quatre champions s'affrontent lors de « demi-finales aller/retour ». Selon le règlement de l'époque, ni la différence de buts, ni les buts inscrits en déplacement ne sont prépondérants. Si chaque équipe remporte une manche, un barrage est organisé. La finale est prévue en une manche avec un « replay » en cas d'égalité.
| Dates         | Domicile         | Déplacement      | Résultat | Remarques |
| ------------- | ---------------- | ---------------- | -------- | --------- |
| 26 avril 1964 | K. FC Winterslag | R. Wavre Sport   | 2-2      |           |
| 7 mai 1964    | R. Wavre Sport   | K. FC Winterslag | -        |           |
| 26 avril 1964 | R. CS Schaerbeek | K. VG Oostende   | 1-2      |           |
| 7 mai 1964    | K. VG Oostende   | R. CS Schaerbeek | -        |           |
| ???           |                  |                  | -        |           |
| ??? champion  |                  |                  |          |           |

Précisons que ce mini-tournoi n'a qu'une valeur honorifique et n'influe pas sur la montée. Les quatre champions de série sont promus.

## Récapitulatif de la saison
- Champion A: K. VG Oostende 1er titre en Promotion (D4)
- Champion B: R. CS Schaerbeek 1er titre en Promotion (D4)
- Champion C: K. FC Winterslag 1er titre en Promotion (D4)
- Champion D: R. Wavre Sport 1er titre en Promotion (D4)
- Neuvième et Dixième titre de Promotion (D4) pour la Province de Brabant
- Quatrième titre de Promotion (D4) pour la Province de Flandre occidentale
- Sixième titre de Promotion (D4) pour la Province de Limbourg

| Région flamande (33)            | Région flamande (33) | Province de Brabant (10)     | Province de Brabant (10) | Région wallonne (21)   | Région wallonne (21) |
| ------------------------------- | -------------------- | ---------------------------- | ------------------------ | ---------------------- | -------------------- |
| Province d'Anvers               | 12                   | Région de Bruxelles-Capitale | 4                        | Province de Hainaut    | 6                    |
| Province de Flandre-Occidentale | 6                    | Province du Brabant flamand  | 4                        | Province de Liège      | 9                    |
| Province de Flandre-Orientale   | 9                    | Province du Brabant wallon   | 2                        | Province de Luxembourg | 3                    |
| Province de Limbourg            | 6                    |                              |                          | Province de Namur      | 3                    |

1. ↑  Au niveau footballistique, la province de Brabant est toujours unitaire malgré sa partition territoriale en 1995.

### Admission en D3 / Relégation de D3
Les quatre champions (VG Ostende, Schaerbeek, Wavre Sport et Winterslag) sont promus en Division 3, d'où sont relégués Waaslandia Burcht, Eeklo, le Daring Louvain et le Cercle Tongres.

#### Relégations vers les séries provinciales
12 clubs sont relégués vers le 5e niveau désormais appelé « Première provinciale ».
| Clubs                                |   | Provinces                       |
| ------------------------------------ | - | ------------------------------- |
| K. Nielse SV, Rupel SK               | ⇒ | Province d'Anvers               |
| Hoger-Op Merchtem                    | ⇒ | Province de Brabant             |
|                                      | ⇒ | Province de Flandre-Occidentale |
| K. RC Lokeren                        | ⇒ | Province de Flandre-Orientale   |
| US du Centre, SC Frameries           | ⇒ | Province de Hainaut             |
| R. Fléron FC, R. RC Stockay-Warfusée | ⇒ | Province de Liège               |
| K. Bocholter VV, FC Lommelse SK      | ⇒ | Province de Limbourg            |
| US d'Ethe-Belmont                    | ⇒ | Province de Luxembourg          |
| R. Dinant FC                         | ⇒ | Province de Namur               |

#### Montées depuis les séries provinciales
Douze clubs sont admis en « Promotion » (4e niveau) depuis le 5e niveau désormais appelé « Première provinciale ».
| Provinces                       | Montant                        |
| ------------------------------- | ------------------------------ |
| Province d'Anvers               | Hoogstraten VV, Kalmthout SK   |
| Province de Brabant             | R. SCUP Jette, R. Vilvoorde FC |
| Province de Flandre-Occidentale | R. AS Renaisienne              |
| Province de Flandre-Orientale   | White Star Club Lauwe          |
| Province de Hainaut             | FC Farciennes                  |
| Province de Liège               | R. CS Visétois, FC Hollogne    |
| Province de Limbourg            | Sporting Alken                 |
| Province de Luxembourg          | Léopold Club Bastogne          |
| Province de Namur               | R. Entente Tamines             |

## Débuts en Promotion et en Séries nationales
Cinq clubs apparaissent pour la première fois en Promotion (D4) et c'est aussi leur toute première participation dans une division nationale.
- SK St-Paulus Opwijk 32e club brabançon différent en Promotion (D4) - 52e en nationale.
- K. FC Evergem Center, FC Gerda Sint-Niklaas 17e et 18e clubs flandriens orientaux différents en Promotion (D4) - 26e et 27e en nationale.
- R. SC Frameries 17e club hennuyer différent en Promotion (D4) - 29e en nationale.
- Jeunesse Rochefortoise FC 10e club namurois différent en Promotion (D4) - 17e en nationale.

163 clubs différents ont joué au moins une saison en Promotion (D4).

## Fusion
En juillet 1964, le R. Excelsior FC Hasselt (matricule 37) fusionne avec son voisin et rival du K. Hasseltse VV (matricule 65) pour former le Koninklijke Sporting Club Hasselt (K. SC Hasselt) sous le « matricule 37 ». Le matricule 65 est radié.